# 마이키 프리베리

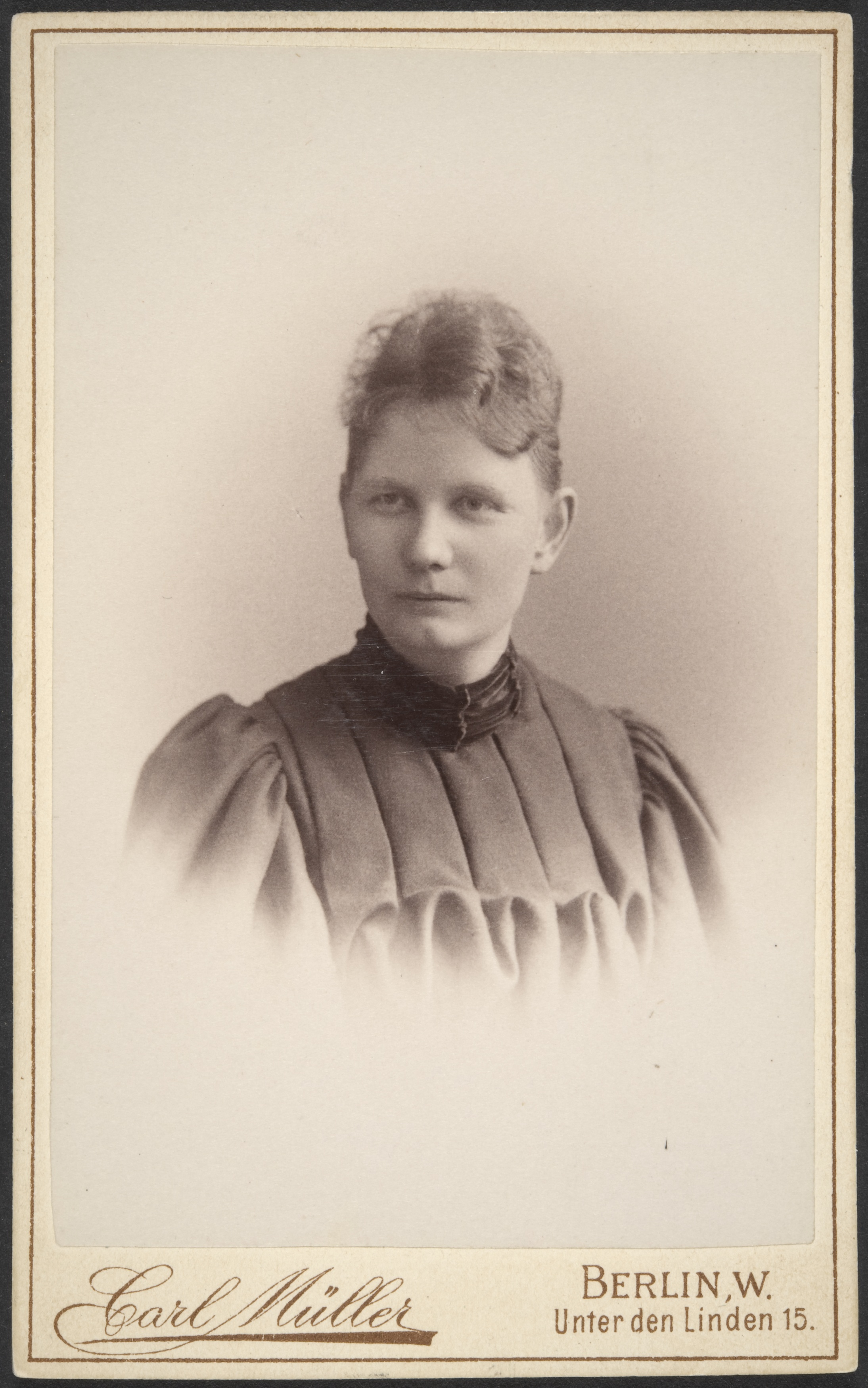

마리아 엘리사베트 "마이키" 프리베리(Maria Elisabeth "Maikki" Friberg: 1861년 1월 5일 칸칸패-1927년 11월 6일 헬싱키)는 핀란드의 작가, 교육자, 여성주의자다.
사진사 칼 아르비드 프리베리(Karl Arvid Friberg)와 그 아내 파니 아델라이데 보이예(Fanny Adelaide Boijer)의 딸로 태어났다. 헬싱키의 스웨덴어 음악학교에 다니고 독일 베를린, 스위스 베른의 대학교에서 유학했다. 1897년 베른에서 북유럽 민속운동의 발전에 관한 논문으로 박사학위를 받았다.
프리베리는 1883년-1912년 헬싱키에서 초등교사로 일했다. 1905년-1927년에 나이스텐 애니 지의 주필, 1920년-1927년 여성동맹연합 총재를 역임했다.